# Anne III de Stolberg
Anne III, aussi connu comme Anne de Stolberg (3 avril 1565 - 12 mai 1601) est la princesse-abbesse de Quedlinbourg, de 1584, jusqu'à sa mort.

## Biographie
Anne est la fille du comte Henri de Stolberg (1509-1572) et son épouse, Élisabeth de Gleichen (morte en 1578).
Anne III est élue pour succéder à Élisabeth II, abbesse de Quedlinbourg. L'élection de la nouvelle princesse de l'abbesse est  confirmée par l'Empereur Rodolphe II. Elle est fréquemment confrontée au conseil de la ville et au protecteur de la principauté, Christian Ier de Saxe, et fait appel au soutien de l'Empereur.
L'électeur étant mort en 1591, Christian II de Saxe lui succède sous la régence de Frédéric-Guillaume Ier de Saxe-Weimar. La princesse-abbesse Anne-Marguerite de Brunswick-Harbourg est choisie comme sa coadjutrice mais le duc de Saxe-Weimar refuse de consentir à cette nomination car il voulait la place pour sa propre sœur, Marie de Saxe-Weimar.
Anna III meurt soudainement, âgé de 36 ans, après une marche. La cause officielle de sa mort est un AVC.